# Bjerkø-Halbinsel
Die Bjerkø-Halbinsel ist eine ausladende Halbinsel an der Lars-Christensen-Küste des ostantarktischen Mac-Robertson-Lands. Sie bildet den westlichen Rand der MacKenzie Bay.
Norwegische Walfänger erkundeten das Gebiet um die Halbinsel zwischen Januar und Februar 1931. Sie benannten das Kap am Ende der Halbinsel als Bjerkøodden nach Reidar Bjerkø, Besatzungsmitglied des Walfangschiffs Bouvet II, von dessen Deck aus die Küste am 19. Januar 1931 skizziert wurde. Da bereits zuvor der australische Polarforscher Douglas Mawson das Kap um den 26. Dezember 1929 aus großer Distanz gesichtet hatte, wurde dessen Benennung als Kap Darnley beibehalten und die norwegische Benennung auf die Halbinsel übertragen.